# Avatar, le dernier maître de l'air (série télévisée)
Pour les articles homonymes, voir Avatar et Avatar : le dernier maître de l'air (homonymie).
Ne doit pas être confondu avec Avatar, le dernier maître de l'air ou Le Dernier Maître de l'air.
Avatar, le dernier maître de l'air (Avatar: The Last Airbender) est une série télévisée américaine créée par Albert Kim et diffusée le 22 février 2024 sur Netflix. Il s'agit d'une adaptation en prise de vues réelles de la série d'animation éponyme, diffusée entre 2005 et 2008. En mars 2024, la série est renouvelée pour une deuxième et une troisième saison.

## Synopsis
Alors qu'il est sur le point de devenir le nouvel Avatar, maître des quatre éléments, le jeune nomade de l'air Aang fuit car il ne souhaite pas de cette vie. Il se retrouve coincé dans une tempête en pleine mer avec son bison volant Appa et ne doit sa survie qu'à l'activation de son pouvoir d'Avatar en créant une sphère de glace pour le protéger.
Le même soir, le cruel maître du feu Sozin, qui a soif de pouvoir et de domination, profite du pouvoir de la comète pour attaquer et éradiquer les maîtres de l'Air : il espère ainsi tuer la nouvelle incarnation de l'Avatar.
100 ans plus tard, le jeune guerrier Sokka du Pôle Sud, accompagné de sa sœur Katara, maître de l'eau inexpérimentée, assistent au réveil d'Aang qui est resté prisonnier de la sphère de glace. Ils décident de l'aider dans sa quête afin de rétablir l'équilibre du monde et mettre fin au règne de terreur de la nation de feu. Mais ils sont poursuivis par Zuko, fils du seigneur du feu actuel, Ozaï. Épaulé par son oncle Iroh, ce dernier rêve de capturer l'Avatar pour regagner les faveurs de son père.

## Fiche technique
- Titre original : AVATAR THE LAST AIRBENDER
- Création : Albert Kim
- Réalisation : Michael Goi (2 épisodes), Jabbar Raisani (2 épisodes), Roseanne Liang (2 épisodes), Jet Wilkinson (2 épisodes)
- Scénario : Albert Kim (3 épisodes), Michael Dante DiMartino, Bryan Konietzko (2 épisodes), Joshua Hale Fialkov, Christine Boylan, Keely MacDonald, Gabriel Llanas, Hunter Ries, Audrey Wong Kennedy
- Décors : Michael Wylie, Lin MacDonald
- Costumes : Farnaz Khaki-Sadigh
- Photographie : Mike Goi, Stewart Whelan, Michael Balfry
- Montage : Joe Talbot Hall, David Lebowitz, Ian S. Tan, Wendy Tzeng, Chris Visser
- Musique : Takeshi Furukawa
- Production : Bonnie Benwick
- Sociétés de production : Albert Kim Pictures, Rideback, Nickelodeon Productions
- Sociétés de distribution : Netflix
- Pays d'origine :  États-Unis
- Langue originale : anglais
- Format : couleur - 2,20:1 - son stéréo
- Genre : Action, Aventure, Fantasy, Comédie dramatique
- Nombre d'épisodes : 8 épisodes (1 saison)
- Durée : environ 40-60 minutes
- Dates de première diffusion : 22 février 2024

## Distribution

### Acteurs principaux
- Gordon Cormier (VF : Sacha Tomassian) : Aang
- Kiawentiio Tarbell (VF : Jaynélia Coadou) : Katara
- Ian Ousley (VF : Alexandre Nguyen) : Sokka
- Dallas Liu (VF : Jean-Baptiste Maunier) : le prince Zuko
- Paul Sun-Hyung Lee (VF : Jean Barney) : le général Iroh, frère d'Ozaï et oncle de Zuko et d'Azula.
- Ken Leung (VF : Damien Ferrette) : l'amiral Zhao, ancien commandant de marine du secteur de Kyoshi.
- Daniel Dae Kim (VF : Cédric Dumond) : le seigneur du Feu Ozaï, souverain de la Nation du Feu.

### Acteurs récurrents
- Lim Kay Siu (en) (VF : Philippe Ariotti) : Gyatso, moine du temple de l'air austral.
- Casey Camp-Horinek (VF : Annie Le Youdec) : Kanna dite Mabouba, la grand-mère de Sokka et Katara et mère de Hakoda.
- Matthew Yang King (en) : Appa, le bison d'Aang. (bruitages)
- Ruy Iskandar (VF : Franck Lorrain) : le lieutenant Jee
- Ryan Mah : le lieutenant Dang
- Utkarsh Ambudkar (VF : Michel Prud'homme) : le roi Bumi, souverain de la cité d'Omashu.
- Elizabeth Yu (en) (VF : Camille Timmerman) : la princesse Azula
- Thalia Tran (en) : Mai, proche d'Azula, artiste martiale dans le maniement des couteaux et amour d'enfance de Zuko.
- Momona Tamada (VF : Amandine Hauguel) : Ty Lee, proche d'Azula, artiste martiale, gymnaste et bloqueuse de Chi.

### Invités
- Maria Zhang (en) (VF : Ludivine Maffren) : Suki, leader des guerrières de l'île Kyoshi.
- A Martinez (VF : Jean-Claude Donda) : Maître Pakku, maître de l'eau de la tribu de l'eau du Nord.
- Amber Midthunder (VF : Emmylou Homs) : la princesse Yue, prêtresse de la tribu de l'eau du Nord.
- Yvonne Chapman (en) (VF : Ingrid Donnadieu) : Kyoshi, une des avatars. Incarnation de la terre précédant Roku.
- Tamlyn Tomita (VF : Anne Rondeleux) : Yukari, dirigeante de l'île Kyoshi et mère de Suki.
- C. S. Lee (VF : Gabriel Le Doze) : Roku, un des avatars. Incarnation du feu précédent Aang.
- Danny Pudi (VF : Constantin Pappas) : Saï, le mécanicien et inventeur, ingénieur royal d'Omashu.
- James Sie (VF : Nathan Mansuy) : le vendeur de choux
- Rainbow Dickerson (en) (VF : Anne Mathot) : Kya, la mère de Sokka et Katara.
- Joel Montgrand (en) (VF : Mathias Kozlowski) : Hakoda, chef de la tribu de l'eau du Pôle Sud et père de Sokka et Katara.
- Arden Cho (VF : Geneviève Doang) : June, la chasseuse de primes de Sershu.
- Joel Oulette (en) : Hahn, l'ex-fiancé de Yue.
- Nathaniel Arcand (VF : Jérôme Pauwels) : Arnook, chef de la tribu de l'eau du Nord.
- Meegwun Fairbrother (en) (VF : Alexis Victor) : Kuruk, un des avatars. Incarnation de l'eau précédent Kyoshi.
- Irene Bedard (VF : Ninou Fratellini) : Yagoda, guérisseuse du Pôle Nord.
- François Chau (VF : Philippe Catoire) : le Grand Sage de la Nation du Feu.
- Sebastian Amoruso (VF : Tom Trouffier) : Jet, chef des guerriers de la liberté d'Omashu.
- Hiro Kanagawa (VF : Hervé Bellon) : le seigneur du Feu Sozin, père d'Azulon et grand-père d'Iroh et d'Ozaï.
- George Takei (VF : Paul Borne) : Koh, l'esprit primitif voleur de visage.
- Randall Duk Kim (VF : Bernard Métraux) : Wan Shi Tong, esprit de la connaissance universelle.
- Lucian-River Chauhan (VF : Simon Faliu) : Teo, fils de l'inventeur Saï.
- Osric Chau : Tan, le leader du groupe de rebel de la Nation du Feu cherchant à assassiner Ozaï.

 Source et légende : version française (VF) sur RS Doublage

## Épisodes
1. Aang (Aang)
2. Guerrières et guerrier (Warriors)
3. Omashu (Omashu)
4. Dans le noir (Into the Dark)
5. Voyage spirituel (Spirited Away)
6. Derrière les masques (Masks)
7. Le Nord (The North)
8. Légendes (Legends)